# Championnat d'Italie de football de deuxième division 1956-1957
Navigation
Édition précédente Édition suivante
La saison 1956-1957 de Serie B, organisée par la Lega Calcio pour la onzième fois, est la 25e édition du championnat de deuxième division en Italie. Les deux premiers sont promus en Serie A, les deux derniers sont relégués en Serie C.
À l'issue de la saison, le Hellas Vérone termine à la première place et monte en Serie A 1957-1958 (1re division). Le vice-champion, US Alexandrie l'accompagne en première division.

## Compétition
La victoire est à deux points, un match nul à 1 point.

### Classement
| Rang | Équipe            | Pts | J  | G  | N  | P  | Bp | Bc | Diff |
| ---- | ----------------- | --- | -- | -- | -- | -- | -- | -- | ---- |
| 1    | Hellas Vérone     | 44  | 34 | 17 | 10 | 7  | 46 | 29 | +17  |
| 2    | Alexandrie        | 43  | 34 | 17 | 19 | 8  | 57 | 36 | +21  |
| 3    | Brescia           | 43  | 34 | 19 | 5  | 10 | 42 | 29 | +13  |
| 4    | Calcio Catane     | 42  | 34 | 18 | 6  | 10 | 53 | 31 | +22  |
| 5    | Venise P          | 41  | 34 | 15 | 11 | 8  | 46 | 27 | +19  |
| 6    | Novare Calcio R   | 36  | 34 | 11 | 14 | 9  | 39 | 38 | +1   |
| 7    | Côme              | 36  | 34 | 13 | 10 | 11 | 37 | 38 | -1   |
| 8    | Monza             | 34  | 34 | 14 | 6  | 14 | 44 | 44 | 0    |
| 9    | Marzotto Valdagno | 33  | 34 | 10 | 13 | 11 | 38 | 40 | -2   |
| 10   | Cagliari Calcio   | 32  | 34 | 11 | 10 | 13 | 30 | 34 | -4   |
| 11   | Bari              | 32  | 34 | 12 | 8  | 14 | 31 | 41 | -10  |
| 12   | Parme             | 31  | 34 | 9  | 13 | 12 | 33 | 38 | -5   |
| 13   | Modène            | 31  | 34 | 11 | 9  | 14 | 32 | 37 | -5   |
| 14   | Messine           | 29  | 34 | 9  | 11 | 14 | 28 | 35 | -7   |
| 15   | Sambenedettese P  | 29  | 34 | 8  | 13 | 13 | 32 | 45 | -13  |
| 16   | Tarente           | 28  | 34 | 10 | 8  | 16 | 35 | 47 | -12  |
| 17   | Pro Patria R      | 25  | 34 | 7  | 11 | 16 | 35 | 49 | -14  |
| 18   | Legnano           | 23  | 34 | 7  | 9  | 18 | 31 | 51 | -20  |

|  | Promotion en Serie A                        |
|  | Relégation en Serie C                       |
|  | P : Promu de Serie C R : Relégué de Serie A |